# Джафаров, Низами Гулу оглы
Низами Гулу оглы Джафаров (азерб. Nizami Qulu oğlu Cəfərov; род. 21 сентября 1959, Зелимхан, Казахский район) — азербайджанский политический деятель, филолог, член-корреспондент Национальной академии наук Азербайджана, депутат парламента Республики Азербайджан II, III, IV, V, VI созывов.

## Биография
Доктор филологических наук, профессор Бакинского Государственного Университета, член-корреспондент НАНА с 2001 года. Руководитель центра «Ататюрк» (основан Гейдаром Алиевым).
В 2005 году избран депутатом парламента Азербайджанской Республики по Агстафинскому избирательному округу № 108. Председатель комиссии парламента по вопросам культуры.
Общее количество опубликованных научных работ — 10 книг, более 100 статей. Количество научных работ, опубликованных за рубежом — более 10 статей. Основные научные достижения: анализировал некоторые проблемы истории азербайджанского языка, литературы, тюркологии и азербайджановедения. Подготовил 5 кандидатов наук.

## Научные труды
Наименование некоторых научных работ (монографии):
- От Физули до Вагифа. — Баку, 1991.
- История национализации азербайджанско-тюркского языка. — Баку, 1995.
- От Эпоса до Книги. — Баку, 1999.
- Вопросы азербайджановедения. — Баку, 2001.
- Азербайджанцы: политико-идеологические зори етно-культурологического единства. — Баку, 2001.

## Награды
20 сентября 2019 года Президент Азербайджана Ильхам Алиев подписал распоряжение о награждении Низами Гулу оглу Джафарова орденом «Шохрат».
Почётное звание «Заслуженный деятель науки» Азербайджанской Республики (11 февраля 2000).